# Alexander Mikhailov
Alexsandr Ivanovich Mikhailov (6 de desembre de 1905 - 6 de febrer de 1988) va ser un enginyer, gestor d'informació i documentalista teòric soviètic. En el camp de la informació i la documentació, va formular el concepte d'Informàtica, molt influent en l'URSS i el bloc de l'Est.

## Biografia
Alexander Mikhailov neix en l'Imperi Rus el 1905 i es gradua en enginyeria industrial el 1931 en l'Institut Mendeléiev de Moscou. Va treballar en el disseny d'avions durant les dècades dels 30 i 40, però a principis de la dècada dels 50, va canviar de professió en participar en la creació i desenvolupament del centre de documentació soviètic VINITI (VINITI Databases RAS), òrgan de l'Acadèmia de les Ciències de Rússia, per al tractament, emmagatzematge i difusió de la informació i documentació científica i tecnològica. Alexander Mikhailov va ser director del centre des de 1956 fins a la seva mort el 1988.
A més, Mikhailov s'introdueix en l'àmbit acadèmic de la Informació a partir dels 60, arribant a tenir un paper destacat en la Federació Internacional d'Informació i Documentació, sent vicedirector en dues ocasions, de 1969 a 1976, i de 1981 a 1988. També va ser editor de la revista International Forum for Information and Documentation des de 1975 a 1988.

## Obra acadèmica: concepte d'Informàtica
Alexander Mikhailov, a més de desenvolupar el sistema d'informació de l'extinta URSS, també va fer virar la concepció teòrica que es tenia sobre les institucions documentals, tals com a biblioteques o centres de documentació. Fins llavors, aquestes institucions estaven basades en l'anomenada biblioteconomia comunista (o marxista), liderada per Nadezhda Krúpskaya, esposa de Lenin.
Mikhailov, al costat de Arkadii Chernyi i Rudhzero Gilyarevskyi, va desenvolupar el concepte d'Informatika, sense haver tingut contacte amb el seu homòleg nord-americà d'Information Science. Per a aquests autors, Informàtica és la disciplina que estudia l'estructura i les propietats (no el seu contingut específic) de la informació científica, així com les lleis que regeixen l'activitat científic-informativa, teoria, història, metodologia i mitjà òptim de representació (i registre), així com la resta de baules de la cadena documental. No obstant això, els especialistes d'Informàtica no poden avaluar qualitativament aquesta informació; només poden fer-ho els especialistes en els camps específics del coneixement.
En aquesta nova disciplina, enunciada el 1966, conflueixen tres conceptes: informació, informació científica i activitat científic-informativa:
- Informació: és el material original i consisteix en la reunió de dades, mentre que el coneixement suposa certs raonaments i enjudiciaments que organitzen les dades mitjançant la seva comparació i classificació.
- Informació científica: és el resultat del procés científic exercit per l'investigador; és a dir, la informació obtinguda durant el procés de coneixement, reflectint les lleis del món objectiu i que és utilitzada en la pràctica històric-social. Mikhailov destaca que per a saber si un coneixement pertany a la categoria d'informació científica, només pot resoldre's atenent a les condicions històriques concretes en les quals aquest coneixement es converteix en focus d'atenció. A més, es constata que la informació científica no és sol un producte resultant de la ciència, sinó també d'altres activitats productives i econòmiques.
- Activitat científic-informativa: és l'activitat encarregada de recol·lectar, processar a través de l'anàlisi i la síntesi, emmagatzemar, buscar i disseminar la informació científica obtinguda en el procés de coneixement del món objectiu. Per Mikhailov, aquesta part és independent del treball científic.

### Noves tecnologies
Anys més tard, i ja en solitari, Alexander Mikhailov postula que la Informàtica és una disciplina l'objecte de la qual és la correcta creació de sistemes d'informació que resolguin eficaçment les necessitats socials. Per tant, les tecnologies de la informació resulten imprescindibles, igual que disciplines com la lògica o la lingüística. L'abraçada a la informatització va disparar la creació de nova nomenclatura en l'àmbit soviètic.

## Obra publicada i premis
Alexander Mikhailov va publicar, al costat d'Arkadii Chernyi i Rudhzero Gilyarevskyi, dues obres clau en l'àmbit soviètic i el bloc de l'Est sobre ciència de la informació: la primera el 1968, titulada Osnovy Informátiki (Fonaments d'Informàtica), i el 1976, Naúcnhye Kommunikatsii i Informatika (Comunicació científica i Informàtica).
Mikhailov va rebre la Medalla d'Or del Prof Kaula el 1981, prestigiós guardó internacional en ciències documentals.